# Лубенец, Григорий Кузьмич
Григо́рий Кузьми́ч Лубене́ц (30 октября [12 ноября] 1913, Новый Стародуб, Херсонская губерния — 6 января 1988, Киев) — советский украинский государственный деятель; кандидат технических наук.

## Биография
В 1940 году окончил Днепропетровский инженерно-строительный институт. Работал на инженерных и руководящих должностях. В 1946—1947 годы — главный диспетчер строительства (восстановление «Запорожстали»). В 1956—1957 годы — заместитель министра строительства предприятий металлургической и химической промышленности Украинской ССР).
В 1963—1967 годы — министр строительства Украинской ССР. В 1967—1984 годах — министр строительства предприятий тяжёлой индустрии.
Осуществлял руководство крупномасштабными строительствами: прокатный стан 3600 на заводе «Азовсталь», доменная печь № 9 на заводе «Криворожсталь».
Член КПСС с 1947 года, делегат XXIV съезда КПСС, XXIII съезда КП Украины; член ЦК КП Украины. Депутат Верховного Совета Украинской ССР 6-го (1963—1967, от Полтавской области), 7—10 созывов.
Автор 122 научных работ по организации производства и управления строительством.
Умер 6 января 1988 года в Киеве.

## Награды
- Герой Социалистического Труда (1958).
- Награждён тремя орденами Ленина, орденом Октябрьской Революции, тремя орденами Трудового Красного Знамени, медалями.